# Porche de San Antonio
El Porche de San Antonio es una construcción medieval de estilo gótico, situado en la ciudad de Lorca en la Región de Murcia (España) y que constituía una de las puertas de la antigua muralla medieval de la ciudad. Se trata de una construcción única en esta región, y uno de los ejemplos mejor conservados de arquitectura militar cristiana medieval del antiguo Reino de Murcia. Su excepcionalidad se une su buen estado de conservación.

## Descripción
Se trata de una puerta en recodo situado en el interior de una torre cúbica con unas dimensiones de 8'20 metros en su frontal y 5'30 m en la cara lateral donde se abre la puerta, típica de la arquitectura medieval islámica. De hecho, el porche actual fue reedificado entre el siglo XIII y principios del XIV, empleando como cimentación los restos de otro acceso en recodo de época islámica, de menores dimensiones.
Esta nueva torre, y la pequeña contigüa que defiende el acceso, fue levantada con mampostería reforzada con sillares en los ángulos. El vano de acceso al interior, de 4'5 metros de luz, está formado por un arco apuntado. Dicho vano se configura mediante tres arquivoltas realizadas con molduras concéntricas: una interior lisa, una intermedia decorada con motivos vegetales y una exterior con una decoración en dientes de sierra, que perfilan un arco de sillería con clave partida. Una imposta corrida, decorada con dientes de sierra y motivos vegetales muy estilizados, sirve de apoyo a los arcos; y descansa sobre una serie de tres columnillas en ambas jambas. Los capiteles presentan decoración escultórica, mostrando a dos leones (hoy día muy deteriorados) de medio cuerpo enfrentados. La arista se conforma mediante la unión de las cabezas y las zarpas de ambas figuras. 

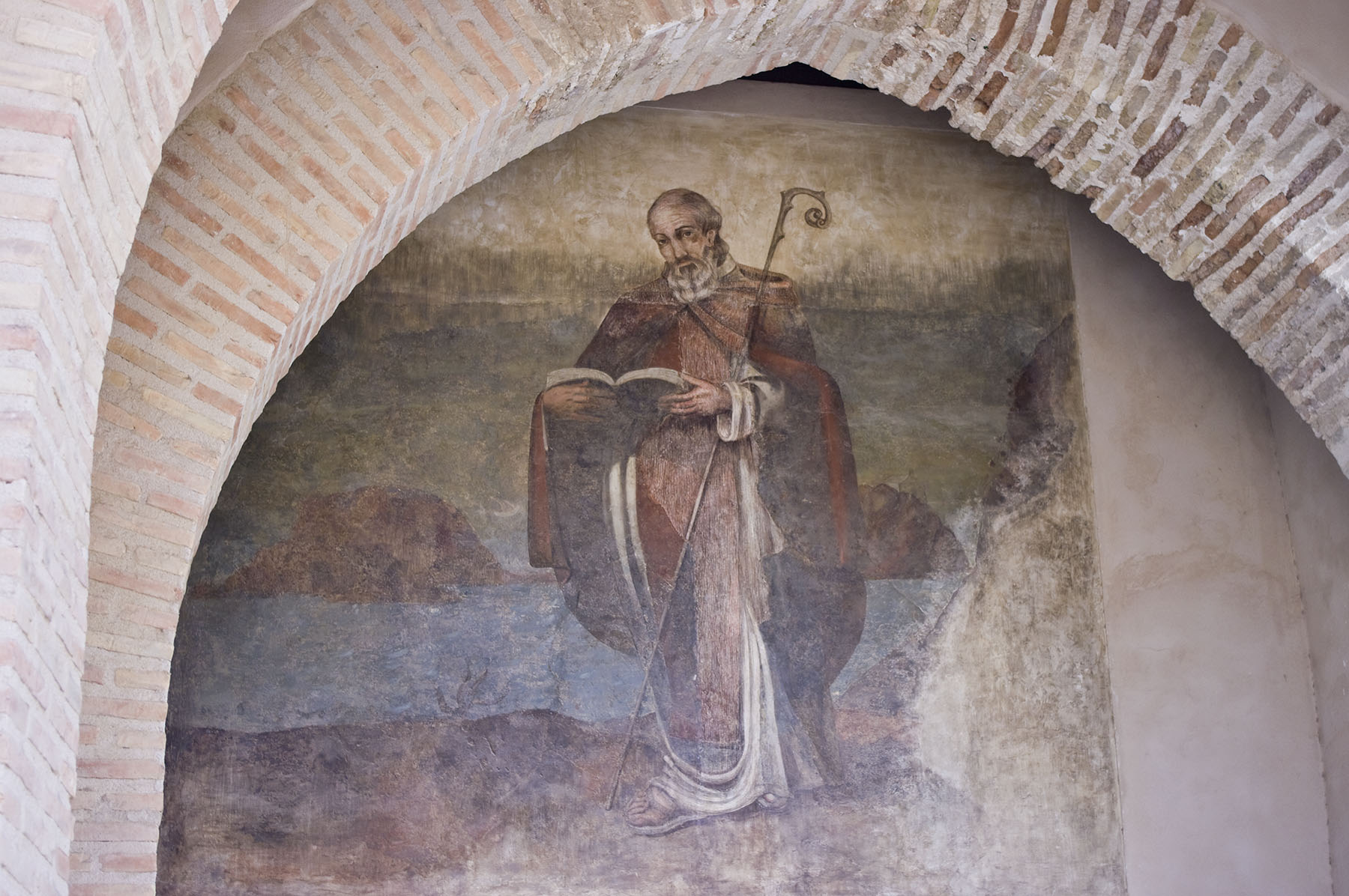
Pintura mural de San Ginés en el interior del Porche de San Antonio.

En su interior, la torre está dividida en dos cuerpos mediante bóvedas de arista. El primero, que constituye la puerta en sí misma, y el segundo, al que se accede desde los adarves de la muralla y que da acceso a la terraza. Dicha terraza, a la que se accede por una escalera de madera adosada al muro sur del interior del segundo cuerpo, está almenada como el resto de la muralla, y presentaba una caprichosa gárgola formada por una cabeza de dragón con escamas y abiertas las fauces, hoy desaparecida. En el interior del primer cuerpo, en el muro frente al acceso se situaba un pequeño altar del que se conserva la pintura mural del siglo XIV, que cubre todo el muro, en el que se ve a San Ginés de la Jara (a quien estaba dedicado originariamente el porche) con su vestimenta y atributos característicos, en medio de un paisaje montañoso en el que destaca una pequeña ermita en la cima de un promontorio. La bóveda estaba decorada con una rocalla con motivos vegetales de la que apenas quedan restos encima del arco de la puerta.